# بساط تبريز

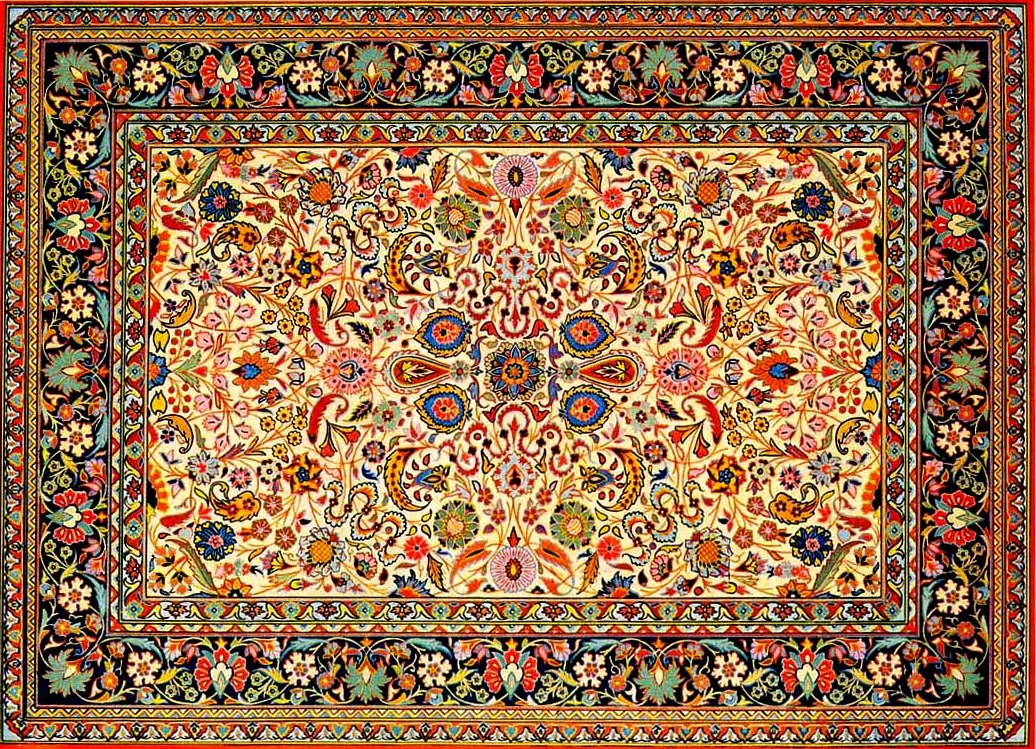
سجادة "أفشان" تقليدية من تبريز، متحف السجاد الأذربيجاني

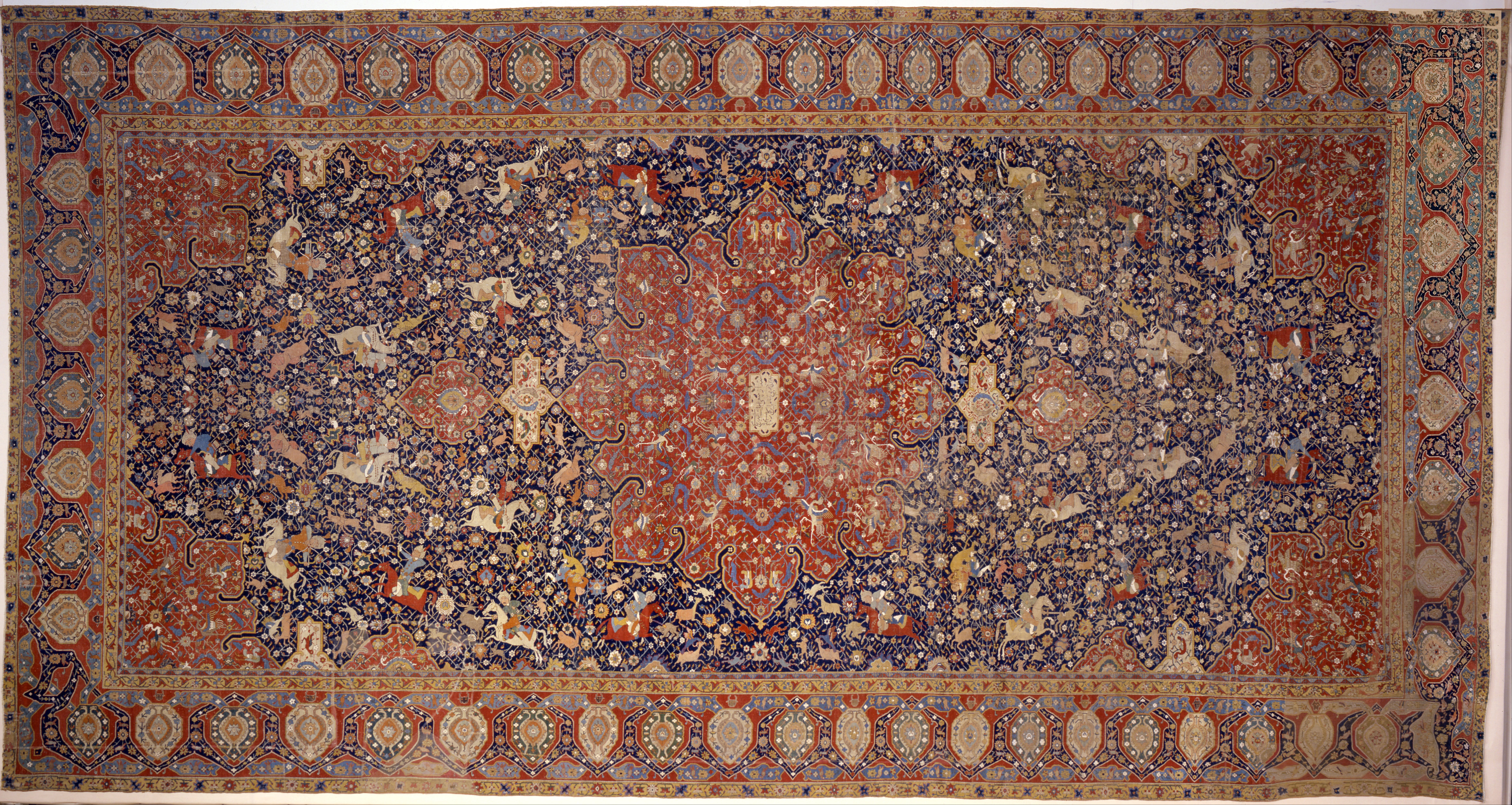
سجادة "الصيد" من طراز تبريزي، متحف بولدي بيزولي

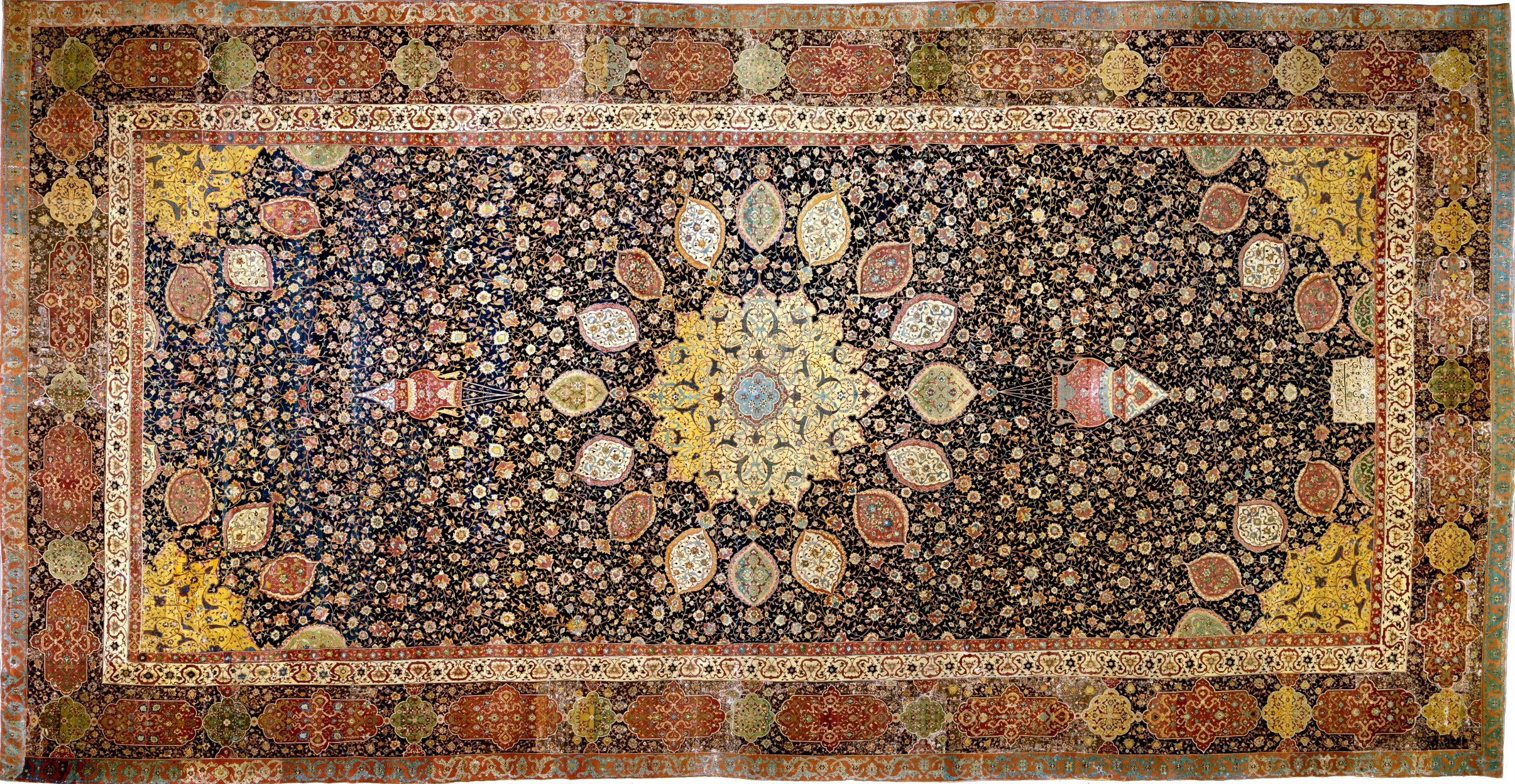
سجادة "أردبيل" من طراز تبريزي، متحف فكتوريا وألبرت

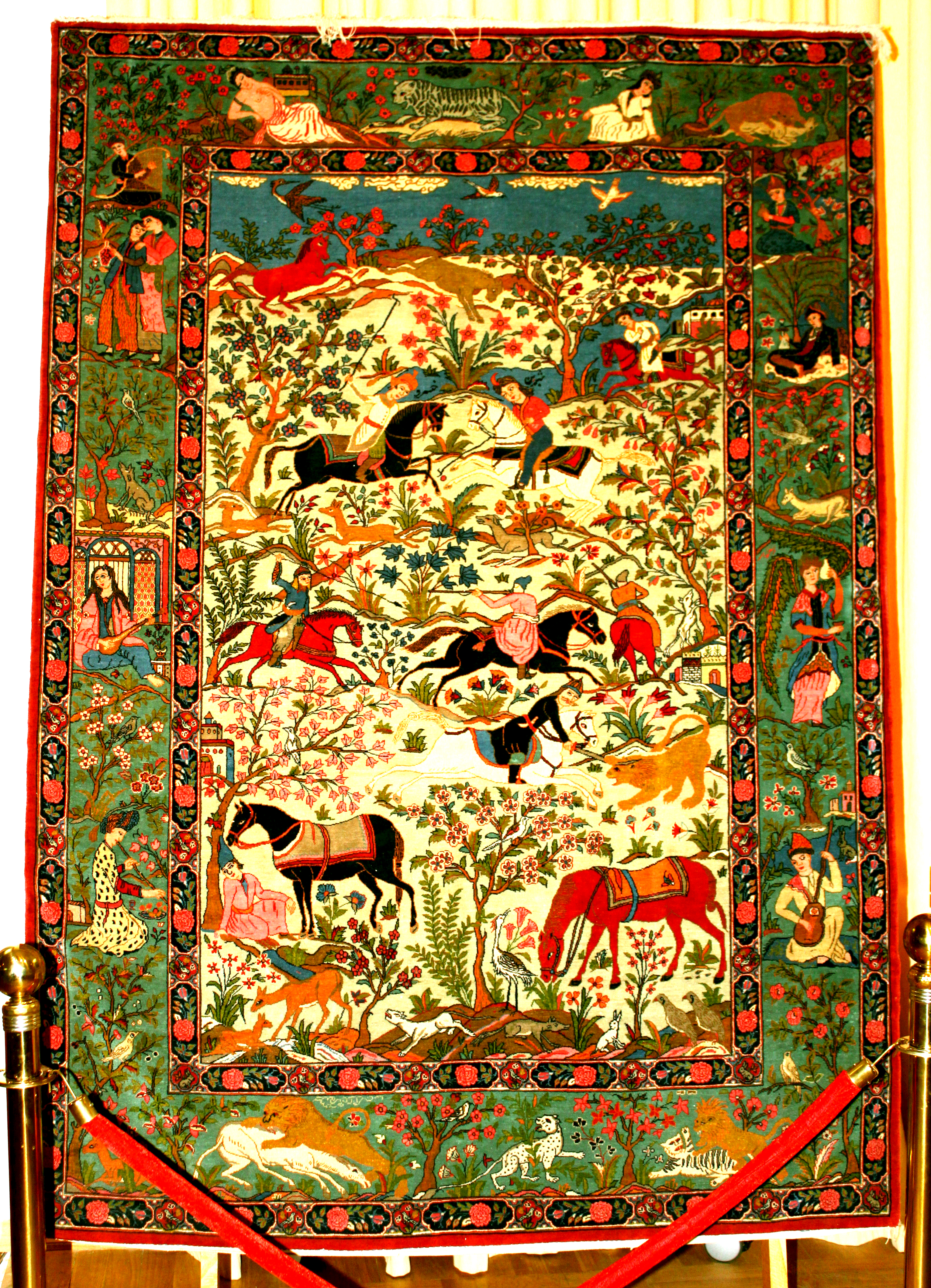
سجادة "فرهاد وشيرين" من طراز تبريزي، المتحف الوطني لتاريخ أذربيجان

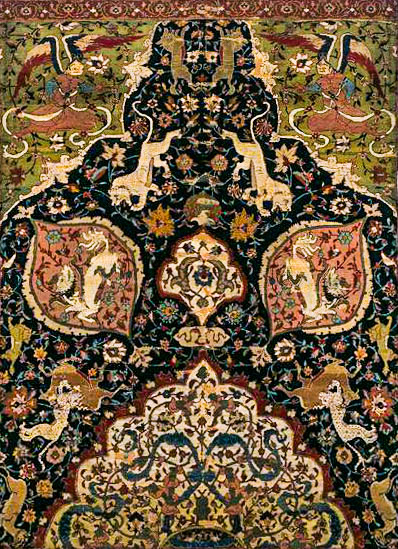
سجادة "حيوانات" من طراز تبريزي، متحف فكتوريا وألبرت

سجادة تبريز أو بُسُط تبريز هي نوع من السجاد الإيراني، تُنسج في مدينة تبريز، عاصمة محافظة أذربيجان الشرقية في شمال غرب إيران. تُعد تبريز من أقدم مراكز نسج السجاد، وتنتج مجموعة متنوعة من أنواعه. تتراوح الجودة من مستوى البازار بـ 24 "راج" (عدد العُقَد في 7 سم من عرض السجادة)، وحتى الجودة الفائقة بـ 110 "راج". و"الراج" هو وحدة لقياس كثافة العُقَد، ويُعبّر عن صلابة السجادة بناءً على عدد الخيوط المستخدمة في قاعدة السجادة، والتي تكون غالبًا من القطن أو الحرير، خصوصًا في السجاد الفاخر.
تتميز سجادات تبريز بتنوع تصاميمها، من الزخارف المركزية (مدالية) ونمط "هراوي/ماهي"، إلى التصاميم التصويرية والمجسمة.
من أبرز المنتجين الحاليين في تبريز: "علباف تبريز"، "غاليبافي نصّاجي تبريز"، و"إخوان ميري".
كانت تبريز مركزًا عالميًا مشهورًا في صناعة السجاد، وأسهمت بشكل كبير في تطور الفنون الزخرفية والتطبيقية.
بلغ فن السجاد في تبريز ذروته بين القرنين الثاني عشر والسادس عشر، حيث تُظهر حوالي 200 تحفة من المدرسة التبريزية في القرن الرابع عشر دمجًا متناغمًا بين فنون المنمنمات والنسيج، ومهارة عالية من الحرفيين والنسّاجين.
تنقسم المدرسة التبريزية إلى مجموعتين فرعيتين: تبريز وأردبيل.

## سجاد أردبيل
تشمل هذه الفئة: "أردبيل"، "شيخ صفي"، "سرابي"، "شاه عباسي"، و"مير".

## سجاد تبريز
تشمل: "تبريز"، "هريس"، "لاچَك-تورنج"، "أفشان"، "أغاجلي"، "دورد فاصل"، و"سردرود".

## تبريز
صُنعت هنا أنواع مختلفة من السجاد، بما في ذلك السجاد المشعّر والمسطّح، بتكوينات بسيطة ومعقدة. وكان يُورَّث هذا الفن جيلًا بعد جيل، ويُعد من أثمن الموروثات. المواضيع التقليدية لسجاد تبريز هي الزخارف الزينة، وغالبًا ما تأتي بخلفيات بلون كريمي أو أحمر أو أزرق داكن. ومن أشهر أنماط هذه المدرسة نمط "لاچك تورنج". في وسط السجادة وزواياها (اللاچك لچك أي "مثلث")، توجد "تورنج" (ترنج أي أترج). التورنج في المركز يرمز إلى القمر، بينما ترمز الأوراق المسننة حول المعينات إلى حراشف السمك التي تطفو منتصف الليل لتتأمل انعكاس القمر. يعود أصل هذا التكوين إلى القرنين التاسع والعاشر. وغالبًا ما تستوحى مواضيع سجاد تبريز من أعمال شعراء الشرق الكبار. كثيرًا ما تظهر مشاهد للصيد أو أسد مفترس، وأيضًا صور لقصور ومساجد ومعارك. كما استوحى النسّاجون أنماطًا زخرفية من أغلفة الكتب القديمة المرسومة يدويًا.

## هريس
يرتبط هذا النوع بقرية هريس أو "هَرَز" شمال شرق تبريز. زخارفه غير اعتيادية، وتُبنى غالبًا على نمط "لاچك تورنج" المكوّن من أشكال منحنية ورقية. مع الوقت، تحوّل هذا النمط إلى تصميم مستقل. يُنسج هذا السجاد غالبًا من الذاكرة دون رسم مسبق، نظرًا لاحتراف الحرفيين في هريس لهذا النمط منذ القرن السادس عشر حتى اليوم. ويشتهر سكان هريس أيضًا بإنتاج السجاد المسطح مثل "بالاس" و"كليم".

## أشجار أو شجرة الحياة
سُميت هذه السجاد نسبةً إلى تركيبتها وليس لمكان صنعها. وتُعرف في مناطق أخرى من إيران باسم "دِراختي"، وفي أفغانستان "باغي"، وفي أذربيجان "أغاجلي". يحتوي وسط السجادة عادةً على شجرة أو عدة أشجار وشجيرات، وأحيانًا مجموعة من الأشجار. وكانت هذه التصاميم ترمز إلى أحداث أسطورية، أو مشاهد حب، أو موضوعات دينية وأسطورية. فـالصفصاف كان رمزًا للحب، والسنديان رمزًا للقوة والشجاعة، والرمان رمزًا للوفرة والحظ. ويُستخدم هذا النمط في قم وتبريز وأصفهان وكاشان.

## السجاد الموضوعي
رغم أن السجاد التجريدي يهيمن، فإن السجاد الموضوعي كان موجودًا. من أقدم هذه الأنواع سجاد ذُكر على يد نظامي الكنجوي، الشاعر الإيراني البارز في القرن الثاني عشر، الذي ألهم شعره العديد من الرسامين والنسّاجين. من بين أقدم هذه السجاد، "زمستان" (الشتاء) من الإمبراطورية الساسانية، وقد غنمه العرب كغنيمة. رغم اسمه، يُقال إنه يصور مناظر ربيعية، وسُمّي "شتاء" لأنه كان يُفرش في القصور شتاءً ليُضفي ألوانًا بهيجة. كان كسرى الثاني ربما يتأمل فيه الربيع أثناء الشتاء. وتشكل الفصول موضوعًا شائعًا في السجاد، حيث تظهر كخلفية لمبانٍ شرقية مشهورة: حصون، قصور، مساجد، معابد – الطبيعة تزهر وتذبل، لكن الحجر يبقى. يُصوّر السجاد شخصيات مثل خسرو وشيرين، فرهاد، شيرين، بهرام جور، الإسكندر الأكبر، مجنون ليلى. وهي شخصيات أبدعها أبو القاسم الفردوسي‌، نظامي الكنجوي، ومحمد بن سليمان، وتظهر السجاد بأسلوب يشبه المنمنمات التبريزية التي ازدهرت في عهد الدولة الصفوية. وغطت المواضيع موضوعات متنوعة كالصيد، والحيوانات، والأدب، والدين.
نماذج من سجاد تبريز:

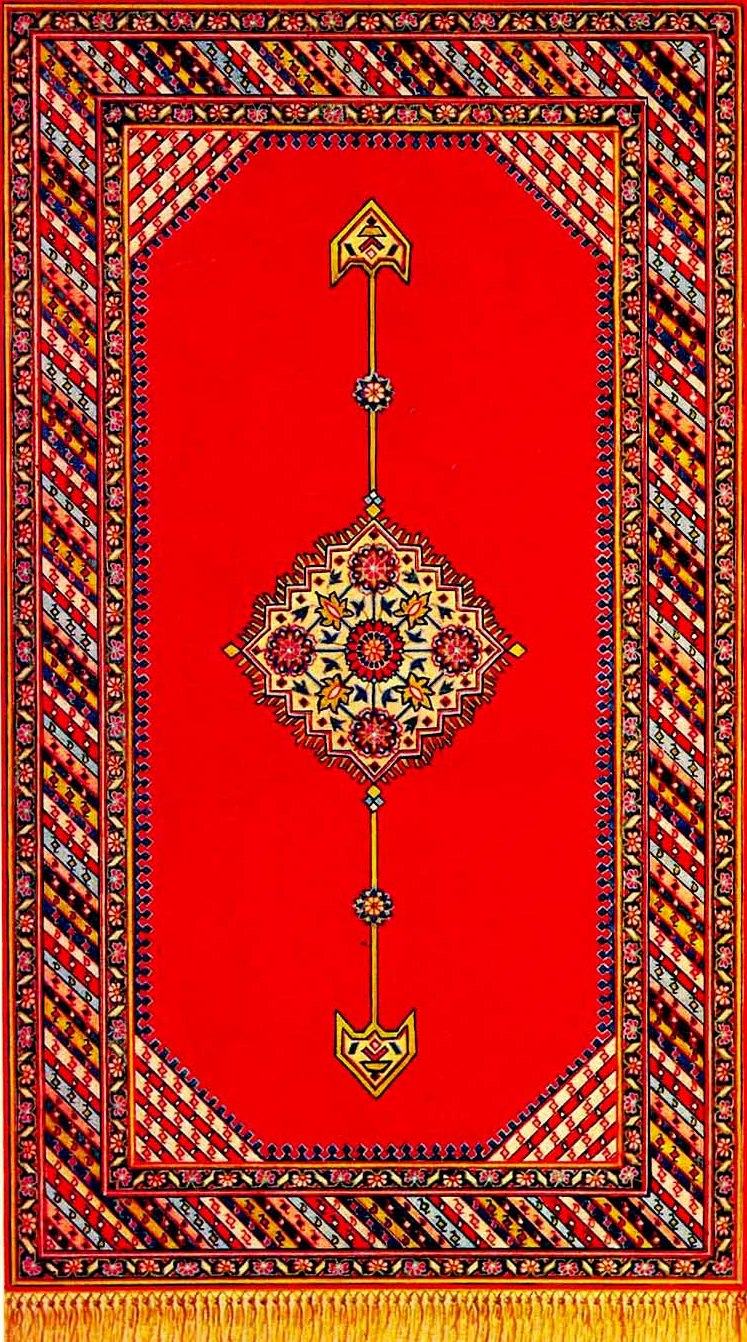
سجادة بخشاييش، القرن التاسع عشر.
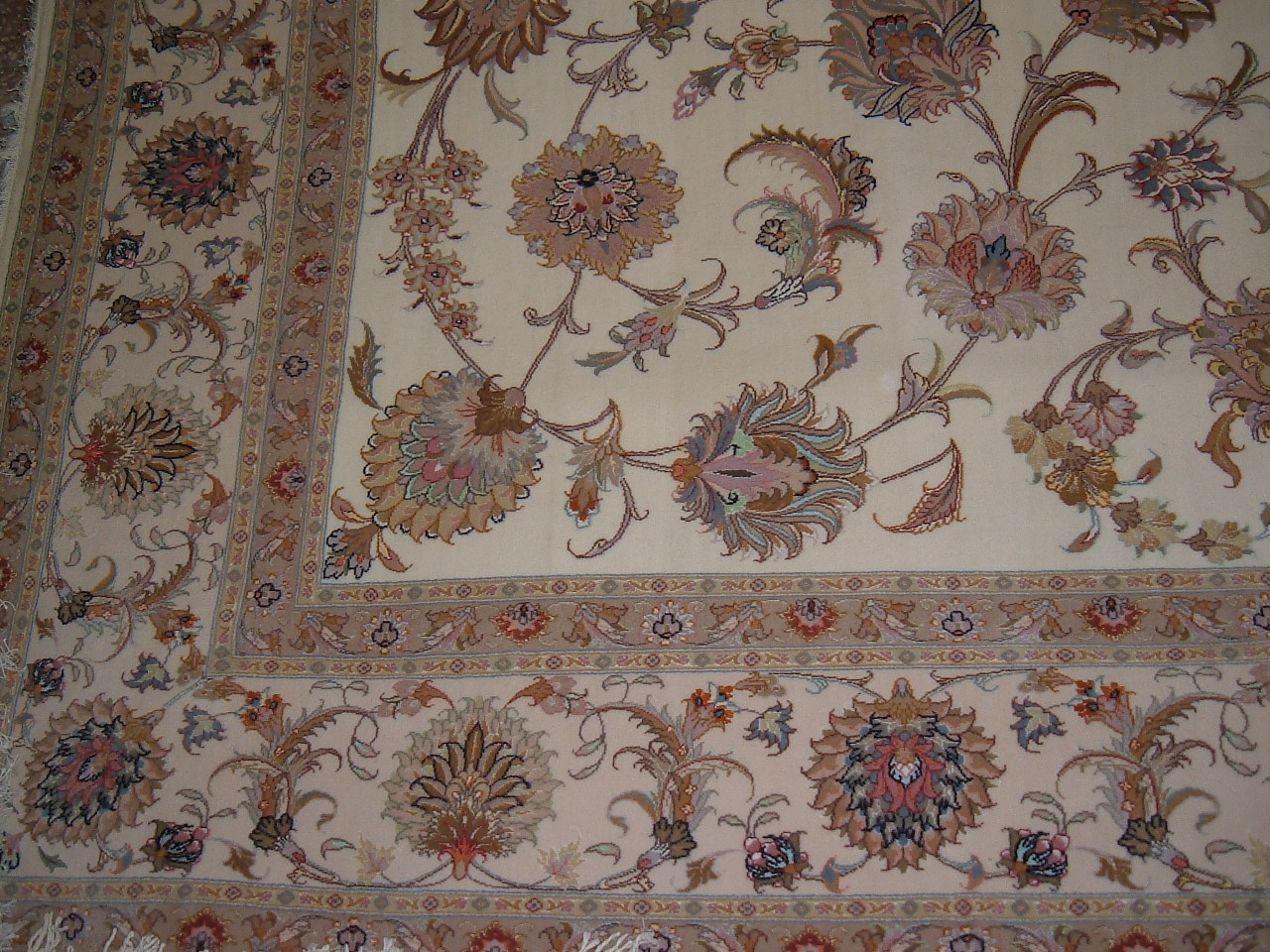
نموذج من سجاد منسوج قرب تبريز.
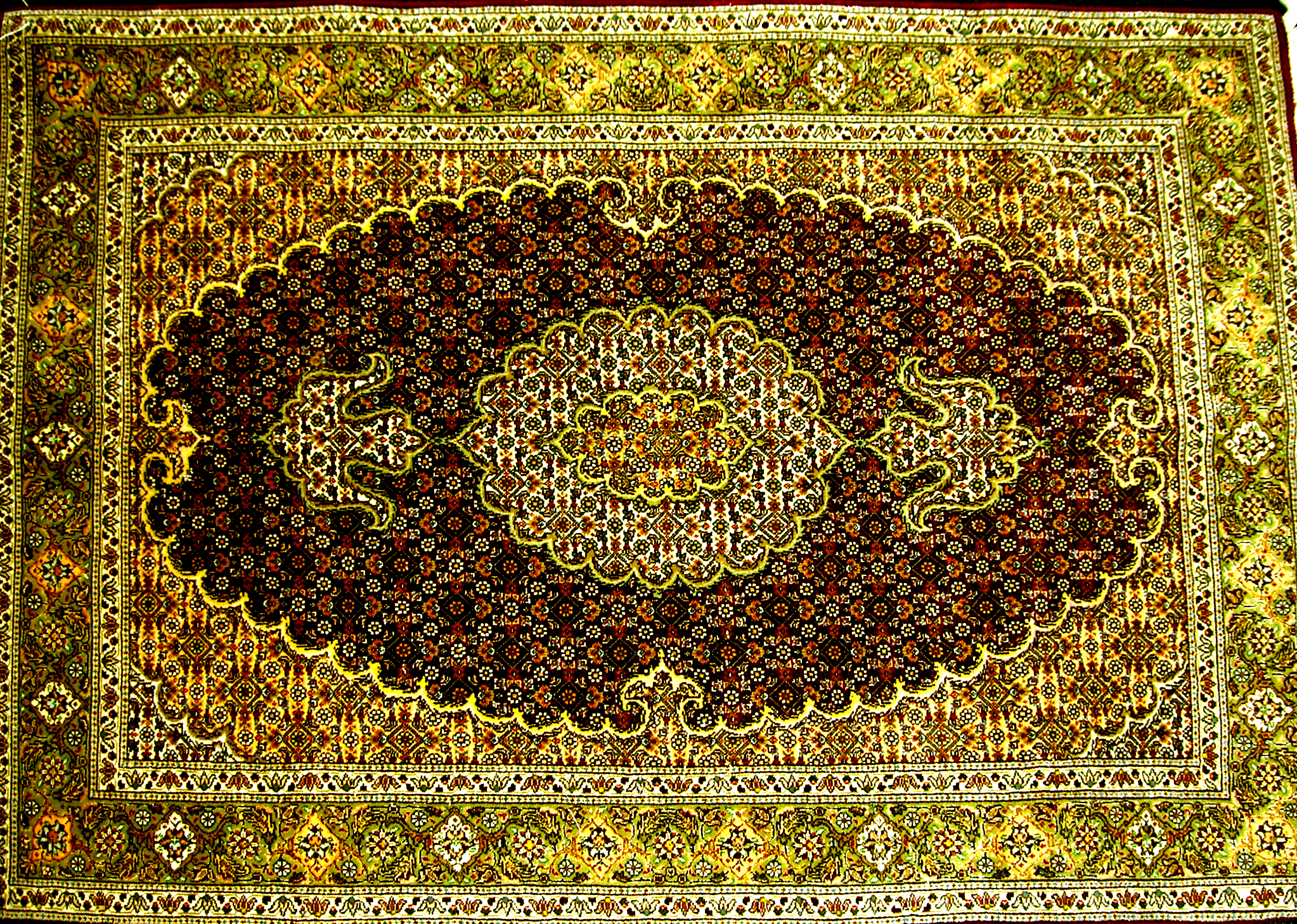
سجادة تبريزية بنمط مدالية السمكة.
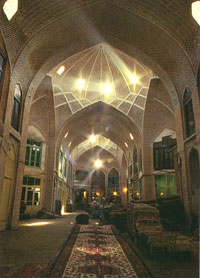
ممر بيع السجاد في بازار تبريز.